# Coupe du monde de ski de vitesse 2009
Navigation
Édition précédente Édition suivante
La coupe du monde de ski de vitesse 2009 démarre le 6 mars 2009 à Sun Peaks (Canada) et se termine le 24 avril 2009 à Verbier (Suisse). Avant cette compétition, les championnats du monde de ski de vitesse se sont déroulés entre le 17 et le 24 janvier 2009 à Vars (France). La compétition est mise en place par la fédération internationale de ski où huit épreuves masculines et féminins déterminent le vainqueur du globe de cristal (récompense faite au vainqueur).
Les huit épreuves de cette édition 2009 sont Sun Peaks, Salla (Finlande), Idre (Suède), Hundfjället (Suède), Breuil-Cervinia (Italie) et Verbier. Les deux premières étapes accueillent deux épreuves.

## Classement général
| Rang | Nom               | Points |
| ---- | ----------------- | ------ |
| 1    | Simone Origone    | 560    |
| 2    | Philippe May      | 405    |
| 3    | Bastien Montes    | 351    |
| 4    | Finn-Arne Stavik  | 276    |
| 5    | Merijn Vunderink  | 189    |
| 6    | Allan Grimm       | 140    |
| 7    | Martin Hochrainer | 135    |
| 8    | Christian Jansson | 128    |
| 9    | Jukka Viitasaari  | 125    |
| 10   | Ismaël Devènes    | 121    |

| Rang | Nom                 | Points |
| ---- | ------------------- | ------ |
| 1    | Sanna Tidstrand     | 175    |
| 2    | Karine Dubouchet    | 116    |
| 3    | Tracie Sachs        | 70     |
| 4    | Lisa Hovland-Udén   | 62     |
| 5    | Linda Baginski      | 49     |
| 6    | Antonia Fager       | 36     |
| 7    | Liss-Anne Pettersen | 32     |
| 8    | Elena Banfo         | 30     |
| 9    | Piia Piipponen      | 18     |
| 10   | Audrey Santos       | 16     |

## Calendrier

### Hommes
| Date          | Lieu                | Vainqueur      | Deuxième         | Troisième      |
| 6 mars 2009   | Sun Peaks           | Simone Origone | Philippe May     | Bastien Montes |
| 7 mars 2009   | Sun Peaks           | Annulé         | Annulé           | Annulé         |
| 15 mars 2009  | Salla               | Bastien Montes | Philippe May     | Simone Origone |
| 17 mars 2009  | Salla               | Simone Origone | Jukka Viitasaari | Philippe May   |
| 22 mars 2009  | Sälen / Idre        | Simone Origone | Philippe May     | Allan Grimm    |
| 25 mars 2009  | Sälen / Hundfjället | Simone Origone | Allan Grimm      | Bastien Montes |
| 2 avril 2009  | Breuil-Cervinia     | Annulé         | Annulé           | Annulé         |
| 21 avril 2009 | Verbier             | Annulé         | Annulé           | Annulé         |
| 23 avril 2009 | Verbier             | Simone Origone | Jonathan Moret   | Philippe May   |

### Femmes
| Date          | Lieu                | Vainqueur       | Deuxième            | Troisième        |
| 6 mars 2009   | Sun Peaks           | Sanna Tidstrand | Karine Dubouchet    | Sarah McDiarmid  |
| 7 mars 2009   | Sun Peaks           | Annulé          | Annulé              | Annulé           |
| 15 mars 2009  | Salla               | Sanna Tidstrand | Karine Dubouchet    | Tracie Sachs     |
| 17 mars 2009  | Salla               | Sanna Tidstrand | Karine Dubouchet    | Tracie Sachs     |
| 22 mars 2009  | Sälen / Idre        | Sanna Tidstrand | Karine Dubouchet    | Linda Baginski   |
| 25 mars 2009  | Sälen / Hundfjället | Sanna Tidstrand | Liss-Anne Pettersen | Karine Dubouchet |
| 3 avril 2009  | Breuil-Cervinia     | Annulé          | Annulé              | Annulé           |
| 21 avril 2009 | Verbier             | Sanna Tidstrand | Tracie Sachs        | Elena Banfo      |
| 23 avril 2009 | Verbier             | Sanna Tidstrand | Tracie Sachs        | Elena Banfo      |